# Gösta Adamsson
Gösta Napoleon Adamsson (ur. 17 listopada 1924 w Oslo, zm. 14 stycznia 2013 w Strömstad) – szwedzki wioślarz. Reprezentant Szwecji na Letnich Igrzyskach Olimpijskich 1952 w Helsinkach. Na igrzyskach uczestniczył w wioślarskiej ósemce w składzie: Lennart Andersson, Frank Olsson, John Niklasson, Gösta Adamsson, Ivan Simonsson, Ragnar Ek, Thore Börjesson, Rune Andersson, Sture Baatz, Szwedzi odpadli w półfinale.